# Dijadosi
Dijadosi je naziv koji označava generale Aleksandra III. Velikog koji su u međusobnim ratovima podijelili njegovo veliko carstvo nakon njegove smrti.
Vremenski, ratovanje dijadoha obuhvaća razdoblje 323. pr. Kr. – 281. pr. Kr.
Nakon 280. pr. Kr. tri su dinastije zavladale gotovo cijelim bivšim Aleksandrovim carstvom. To su Antigonidi (Makedonija i Grčka), Ptolemejevići (Egipat) i Seleukovići (Mala Azija). Sve tri dinastije su vladale do dolaska Rimskog i Partskog Carstva.
Dijadosi:
- Antigon I. Monoftalmos
- Antipater
- Eumen
- Krater
- Lizimah
- Perdika
- Ptolemej I. Soter
- Seleuk I. Nikator

Napomena: Ovo je popis onih generala koji su imali moć u trenutku Aleksandrove smrti 323. pr. Kr.